# 승합차

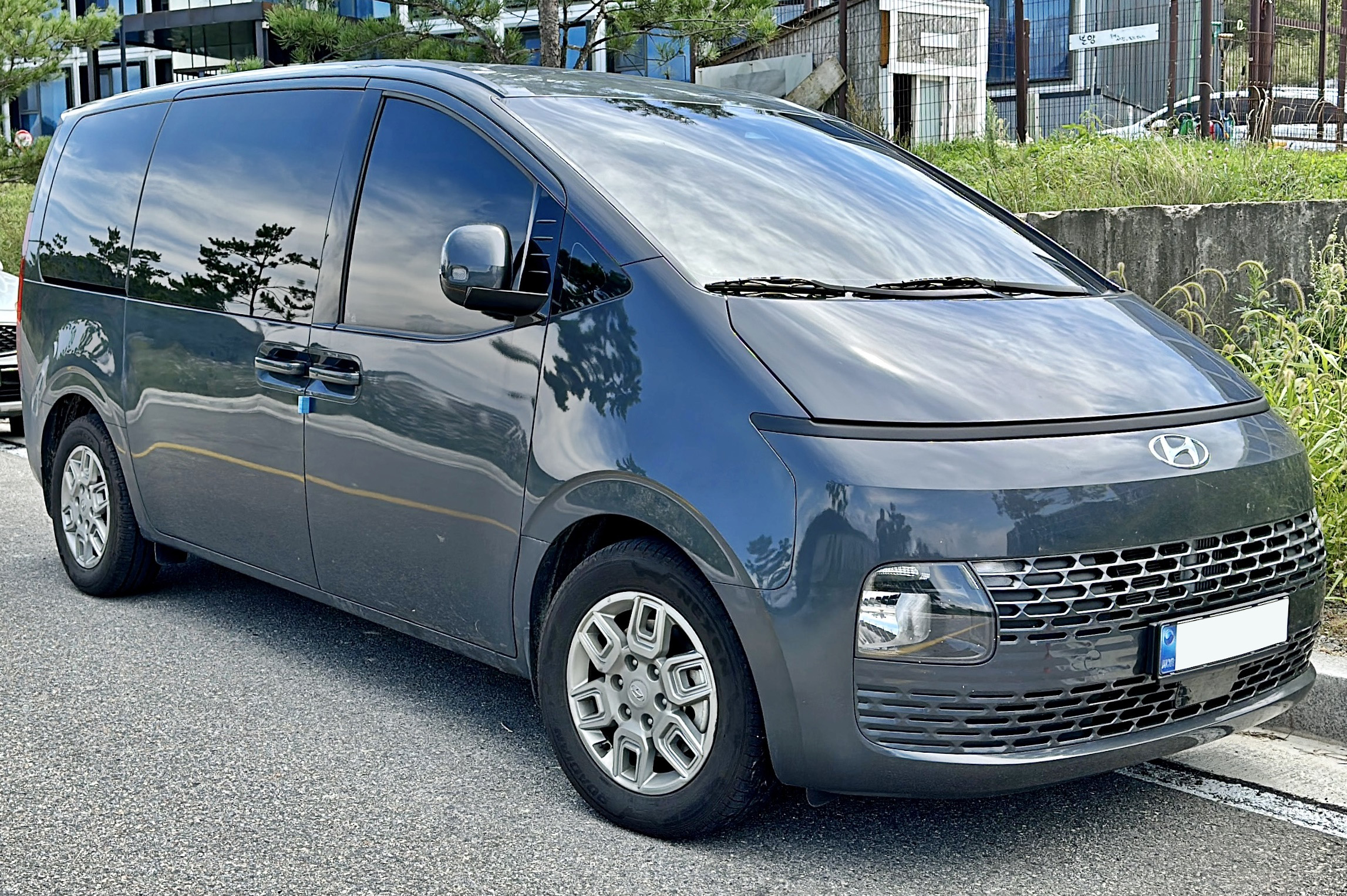
소형 승합차 (현대 스타리아)

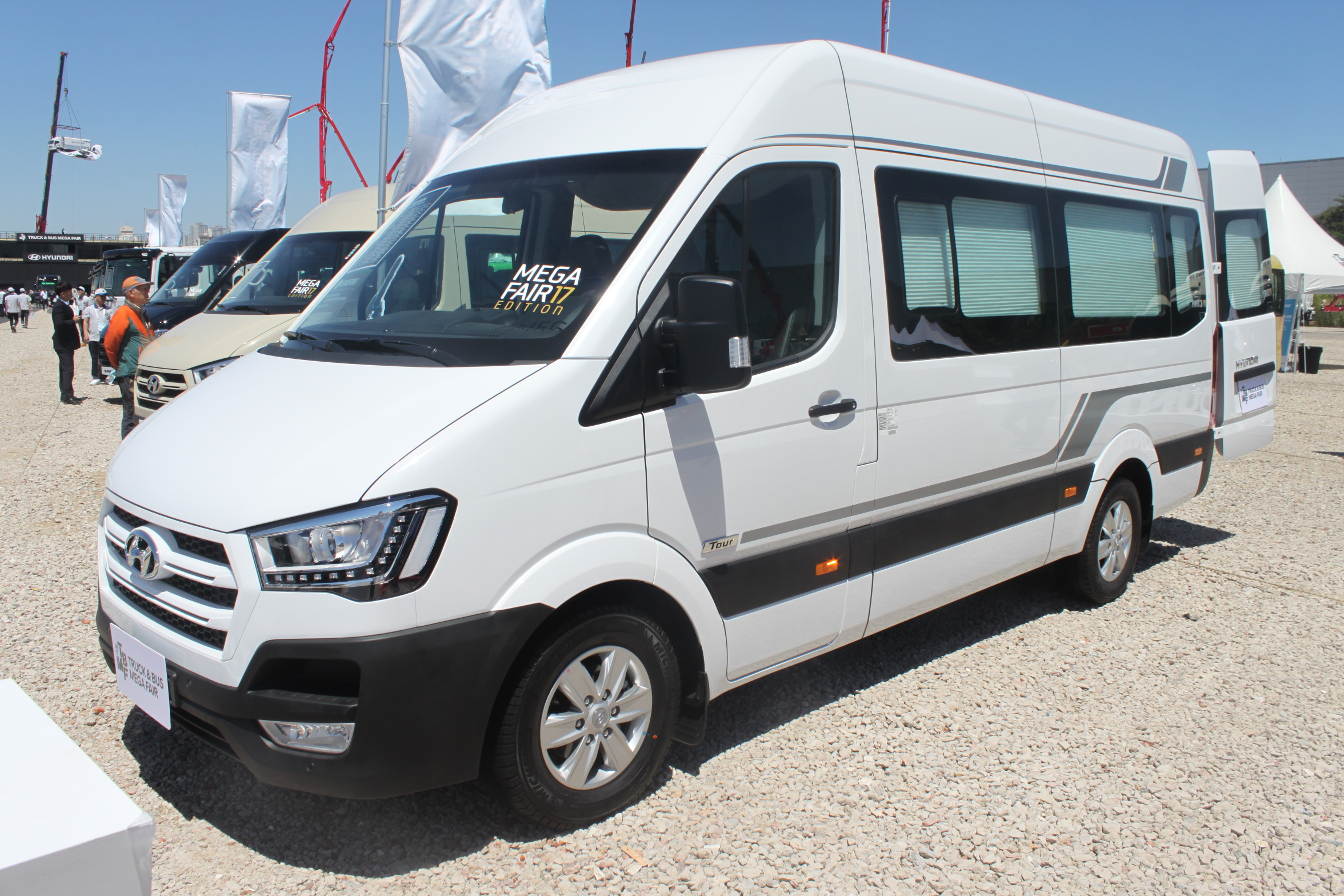
대형 승합차 (현대 쏠라티)

승합차(乘合車) 또는 밴(영어: van)은 승용차보다 더 많은 사람을 태울 수 있는 다인승 자동차를 말한다. 물건이나 사람을 운반하는 데 사용되는 일종의 도로 차량이다. 종류에 따라 픽업트럭이나 SUV보다 작을 수도 클 수도 있고, 일반 승용차보다 클 수 있다. 영어권 국가마다 단어의 범위에 약간의 차이가 있다. 가장 작은 승합차인 마이크로밴은 소량의 물품이나 사람을 운반하는 데 사용된다. 미니 MPV, 컴팩트 MPV, MPV는 모두 소량의 사람을 수송하는 데 일반적으로 사용되는 소형 승합차이다. 승객석이 있는 대형 승합차는 학생 수송과 같은 기관 목적으로 사용된다. 앞좌석만 있는 대형 승합차는 물품과 장비를 운반하기 위해 비즈니스 목적으로 자주 사용된다. 특수 장비를 갖춘 승합차는 텔레비전 방송국에서 모바일 스튜디오로 사용된다. 우편 서비스 및 택배 회사는 대형 스텝 밴(step van)을 사용하여 물건을 배달한다.

## 같이 보기
- 승합차 목록
- 미니밴(MPV)
- 레크리에이션 차량(RV)
- 스포츠 유틸리티 자동차(SUV)